# Emilio Bonelli
Emilio Bonelli y Hernando (Zaragoza, 7 de noviembre de 1854-Madrid, 1926) fue un militar, autor y colonizador africanista español, conocido por ser el primer español en establecer colonias en Sahara Occidental.

## Biografía
Después de viajar por Francia e Italia, marchó a Marruecos, donde aprendió el árabe y trabajó como intérprete del consulado español en Rabat. Volvió a España en 1975 e ingresó en la Academia de Infantería de Toledo, obteniendo el grado de alférez en 1878. Abandonó el ejército en 1882 y emprendió una expedición al interior de Marruecos, atravesando el territorio comprendido entre Fez, Mequinez y Tánger.
En 1884, comandó una expedición española para tomar la península de Río de Orocomo representante de la Sociedad Española de Africanistas y Colonistas, con dinero conseguido mediante una suscripción de la misma Sociedad. Salió en octubre a inspeccionar la zona, ocupó la costa atlántica entre el cabo Bojador y el cabo Blanco y fundó Villa Cisneros.
En julio de 1885, Bonelli fue nombrado por el rey Alfonso XII para el cargo de nueva creación de Comisario Regio en la costa occidental de África —que después se renombraría como Vicegobernador Político y Militar de Río de Oro—, consiguiendo establecer la paz con las cabilas de la zona.
De 1887 a 1890 exploró el golfo de Guinea, la cuenca del río Muni y la isla de Fernando Poo, con el apoyo económico y político del marqués de Comillas. Realizó trabajos topográficos y estudios sobre la naturaleza de la región y sus posibilidades de explotación comercial. 
En 1913, fue uno de los miembros fundadores de la Liga Africanista Española, de la que fue vicepresidente,y de la Real Sociedad Geográfica de España. En los últimos años de su vida fue director de la Compañía Comercial Hispano-Africana y miembro de la Real Academia de la Historia.

## Obras
Fue autor de varias obras literarias sobre sus trabajos en África:
- El imperio de Marruecos y su constitución (1882).
- El Sahara (1887).
- Nuevos territorios españoles en África (1887).
- El problema de Marruecos (1910).

| Predecesor: Nueva creación | Comisario Regio en la costa occidental de África 1884-1887Subgobernador político-militar de Río de Oro 1887-c. 1900 | Sucesor: Ángel Villalobos |